# سحر حمزة
سحر محمد صبحي حمزة الزبط وتشتهر سحر حمزة (مواليد 4 نوفمبر 1966) هي كاتبة وإعلامية أردنية، وعضوة نقابة الصحفيين الأردنيين وجمعية الصحفيين في الإمارات ونادي دبي للصحافة واتحاد المدونين العرب ومجلس الصحافة العالمي وجمعية أم المؤمنين النسائية بعجمان ومجلس سيدات أعمال عجمان، وجمعية بيروت التراث بلبنان، وعضوة إقليمية إعلامية في بيت البيئة اللبناني.

## تعليمها
أنهت الثانوية في مدرسة حليمة السعدة بعمّان عام 1983، وحصلت على شهادة الدبلوم في الأدب الإنجليزي من الكلية العربية بعمّان عام 1985، وشهادة البكالوريوس في الصحافة والإعلام من جامعة اليرموك عام 1989. حصلت على شهادة ممارسة مهنة الصحافة والاعلام من معهد الفنون الجميلة بعمان.

## حياتها المهنية
عملت سحر في صحيفة «العرب اليوم» اليومية الأردنية، ومحررة في مكتب الصحيفة بمادبا، ومحررة لصفحة «زينة الدنيا» الخاصة بالأطفال بين عامي 1997 و2004، ثم مستشارة إعلامية للدعاية والإعلان في مادبا، ثم مديرة مكتب الصحفية بمادبا. عملت أيضًا محررة لصفحات خاصة بالثقافة والسياحة وأدب الأطفال في صحف أردنية من بينها الدستور والديار.
انتقلت بعد ذلك للعمل في الإمارات العربية المتحدة، فعملت مديرة تحرير في مجلة «معارض دبي»، ومسؤولة إعلامية لصحيفة «أخبار العرب»، كما شغلت منصب مدير تحرير وكالة «أخبار المرأة العربية» الإلكترونية، ثم عملت مسؤولة إعلامية في دائرة البلدية والتخطيط بإمارة عجمان في الإمارات عام 2009. وعام 2016، قررت الهيئة التنفيذية بمؤسسة عرار العربية للإعلام بتعيينها مساعدًا ومستشارًا للرئيس التنفيذي لشؤون الإعلام العربي. وفي عام زايد، دشن حارب العرياني مدير عام دائرة الأراضي والأملاك بعجمان المرحلة الأولى لموقع  الليلك نيوز لسحر حمزة ليبث الأخبار المختلفة.

## مسيرتها في الكتابة
نشرت سحر أول مقال صحافي لها بعمر 10 سنوات، وتبعه مشاركات أدبية مستمرة في الصحف المحلية الأردنية. وكان أول ما صدر لها سلسلة "نصائح ماما سحر" القصصية للأطفال عام 2002، ثم مجموعتي "الشجرة الحزينة" و"السنابل الذهبية" القصصية للأطفال. ومجموعتها القصصية التالية كانت "سيدة الليلك"، وضمّت عشر قصص تجسد قصص حول عالم المرأة منذ سنواتها الأولى. ورابع مجموعاتها القصصية فكانت "ظلال اللبلاب"، وضمت أربع عشرة قصة قصيرة، تحكي قصصًا عن العطاء والأحلام الوردية والإنسانية. ثم عام 2014، صدرت مجموعتها القصصية "حكايات من زجاج" والتي ضمت قصص بعناوين "رجل من زجاج" و"أصداء" وأوراق الليلك" و"حكايات الليلك" و"وجوه ملونة" و"انكسار" و"صيد ثمين" ولأنني أحببته" و"رقصة الفراشات" و"فراشة خلف نافذتي" و"ذكاء عاطفي" ورجل لهذا الزمان" و"فشار ندى" و"خيانة". وقد استهلت المجموعة بكلمات شعرية إهداءً لروح والدها.
أما أول ديوان شعري لها فكان «رسائل إلى القمر»، وصدر عن دار سندباد للنشر والتوزيع بالقاهرة في سبتمبر 2012، ويدور حول المحبة في قلب كل امرأة نحو نصفها الآخر، وأهمية التوافق الفكري والعاطفي الذي يجمع بينهما ليتحقق النجاح لهذه العلاقة الإنسانية.
وفي الروايات، فصدرت أولى رواياتها عام 2009 بعنوان «حكايات امرأة»، ثم رواية «المخاض» والتي لاقت إقبالًا كبيرًا من زوار معرض الشارقة الدولي للكتاب، وتسرد الرواية قصة مأخوذة من واقع المجتمع العشائري الذي يحيا على الثأر والانتقام والسطو. و«بين ليلة وضحاها»، ويضم الكتاب قصصًا ومقالات تحوي رسائل في معظمها تتعلق بالمرأة والتحديات التي تواجهها. أما أحدث أعمالها فهي رواية «حكايتي في الحجر الصحي» الصادرة عن مؤسسة ألليلك للنشر والإعلام، وهي الجزء الرابع من سلسلة رواياتها التي تتحدث فيها عن المرأة المبدعة ودورها في ظل تحديات الحياة ومنها جائحة فيروس كورونا، وقدمت فيها إهداءً خاصًا إلى صديقتها التي رحلت نتيجة إصابتها بكورونا، كما ثم خصصت فصلًا في الرواية عن حكايتها بسرد واقعي لما عايشته في الحجر الصحي.

### قائمة مؤلفاتها
- «نصائح ماما سحر» (سلسلة قصصية للأطفال)، 2002
- «الشجرة الحزينة» (مجموعة قصصية)، 2004
- «حكايات امرأة» (رواية)، 2009
- «السنابل الذهبية» (قصص)، 2010
- «رسائل إلى القمر» (ديوان شعري)، 2012
- «سيدة الليلك» (مجموعة قصصية)، 2012[19][20]
- «ظلال اللبلاب» (مجموعة قصصية)، 2013
- «حكايات من زجاج» (مجموعة قصصية)، 2014
- «المخاض» (رواية)، دار سندباد للنشر والتوزيع، القاهرة، 2014
- «بين ليلة وضحاها» (رواية)، دار سندباد للنشر والتوزيع، القاهرة، 2015
- «حكايتي في الحجر الصحي» (رواية)، مؤسسة ألليلك للنشر والإعلام، 2021[18]

## جوائز وتكريمات
- جائزة أفضل كاتب قصصي بالوطن العربي، مجلس الصحافة العالمي، 2009[21]
- تكريم قطاع الخدمات المساندة بدائرة البلدية والتخطيط بعجمان، عن التغطية الإعلامية لمؤتمر عجمان الدولي للاقتصاد الأخضر، 2013[22]
- تكريم اللجنة المنظمة لرمضان عجمان تقوى وإيمان، الدورة العاشرة، عن جهودها في تغطية الفعاليات الرمضانية، 2016[23]